# Literární cena Friedricha Schiedela
Literární cena Friedricha Schiedela, německy Friedrich-Schiedel-Literaturpreis der Stadt Bad Wurzach, byla založena v roce 1982 čestným občanem města Bad Wurzach Friedrichem Schiedelem. Cena je určena německy mluvícím autorům za literární nebo historické texty. Je dotovaná částkou 10 000 euro.

## Nositelé
- 1983: Sebastian Haffner za Anmerkungen zu Hitler
- 1985: Golo Mann za Deutsche Geschichte des 19. und 20. Jahrhunderts
- 1987: Horst Bienek za Erde und Feuer
- 1989: Hilde Spiel za Glanz und Untergang – Wien 1866 bis 1938
- 1990: Helmut Schmidt za Menschen und Mächte
- 1992: Martin Walser za Verteidigung der Kindheit
- 1994: Christian Graf von Krockow za Preußen – eine Bilanz
- 1996: Joachim Fest za Staatsstreich – Der lange Weg zum 20. Juli
- 1998: Brigitte Hamann za Hitlers Wien – Lehrjahre eines Diktators
- 2000: Günter de Bruyn za Zwischenbilanz – Eine Jugend in Berlin, Vierzig Jahre – Ein Lebensbericht a Die Finckensteins – Eine Familie im Dienste Preußens
- 2002: Heinrich August Winkler za Der lange Weg nach Westen
- 2004: Arno Surminski za Sommer vierundvierzig oder Wie lange fährt man von Deutschland nach Ostpreußen
- 2006: Wibke Bruhns za Meines Vaters Land – Geschichte einer deutschen Familie
- 2008: Bettina Balàka za Eisflüstern
- 2010: Ehrhart Neubert za Unsere Revolution - Die Geschichte der Jahre 1989/90
- 2012: Gustav Seibt za Goethe und Napoleon. Eine historische Begegnung
- 2014: Philipp Blom za Der taumelnde Kontinent, Europa 1900 - 1914
- 2016: Herfried Münkler za Der Große Krieg. Die Welt 1914 bis 1918[1]
- 2018: Wolfgang Brenner za Zwischen Ende und Anfang – Nachkriegsjahre in Deutschland[2]
- 2020: Arno Geiger za Unter der Drachenwand (česky: Pod Dračí stěnou)